# Karissa y Kristina Shannon
Karissa y Kristina Shannon (n. el 2 de octubre de 1989 en Tampa, Florida, Estados Unidos) son las gemelas que sustituyeron como novias de Hugh Hefner a Kendra Wilkinson, Bridget Marquardt y Holly Madison. Su primera aparición en televisión fue en el programa The Girls Next Door.
Según el programa TMZ, las dos fueron arrestadas en St. Petersburg, Florida en enero de 2008 por alteración del orden público con agravantes. Al parecer tuvieron una pelea con otras dos personas en una fiesta. Fueron puestas en libertad condicional y obligadas a restituir el daño.
El 14 de enero de 2010, Hugh Hefner reveló mediante su red social Twitter, que las gemelas abandonaban la mansión para mudarse a la casa local de Playmates bajo su consentimiento. Esto significó su salida de The Girls Next Door.
El 17 de febrero de 2019, productora de sitios web para adultos canadiense Brazzers lanzó una escena con los Shannons. Unos meses después, Brazzers lanzó otros vídeo con ellas.

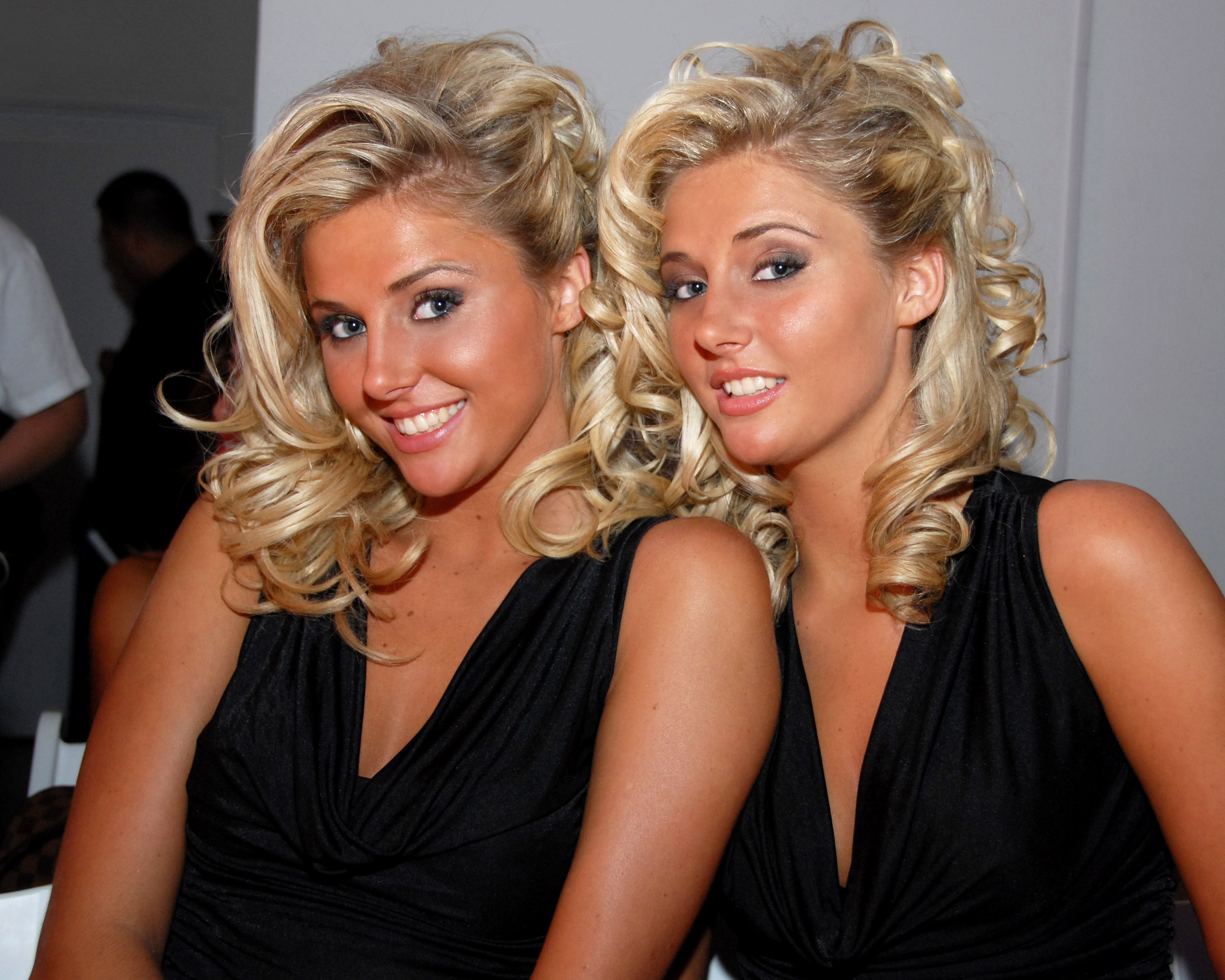
Karissa y Kristina asistieron al desfile de modas The Beach Bunny durante la Fashion Week, Culver City, Ca el 13 de octubre de 2008.